# Semra Özer
Semra Özer (ur. 19 stycznia 1994) – turecka siatkarka, grająca na pozycji atakującej.